# Wiem Trabelsi
Wiem Trabelsi (arab. وئام الطرابلسي ;ur. 30 lipca 1996) – tunezyjska zapaśniczka walcząca w stylu wolnym. Brązowa medalistka mistrzostw Afryki w 2017, 2019 i mistrzostw śródziemnomorskich w 2016 roku.